# 알레시 마테유
알레시 마테유(체코어: Aleš Matějů, 1996년 6월 3일 ~ )는 체코의 프로 축구 선수로, 세리에 B 클럽 스페치아와 체코 국가대표팀에서 라이트백으로 활약했다. 그는 이전에 프르지브람, 빅토리아 플젠, 브라이턴 & 호브 앨비언, 브레시아, 베네치아, 팔레르모에서 뛰었으며, 모든 미성년자 수준에서 자국을 대표해 왔다.

## 구단 경력

### 브레시아
마테유는 2018-19년 시즌을 이탈리아 클럽 브레시아로 임대하여 세리에 B 타이틀을 획득하고 세리에 A로 승격하는 데 기여했으며, 이후 공개되지 않은 이적료로 영구 계약을 체결했다. 2022년 1월 1일, 브레시아와의 계약은 상호 합의에 의해 종료되었다.

### 베네치아
2022년 2월 10일, 마테유는 2021-22년 시즌이 끝날 때까지 베네치아와 계약을 체결했으며, 2년 더 연장할 수 있는 옵션이 있었다.

### 팔레르모
2022년 8월 26일, 베네치아에서 방출된 마테유는 세리에 B 클럽 팔레르모와 자유 이적 계약을 체결하고 전 브레시아 감독 에우제니오 코리니와 재회했다.

### 스페치아
2024년 1월 24일, 그는 시즌이 끝날 때 클럽이 세리에 B에 남을 때 옵션으로 세리에 B 클럽 스페치아와 계약했다.

## 국가대표팀 경력
마테유는 U-16부터 U-21까지 모든 청소년 대표팀에서 체코를 대표했다. 그는 2020년 10월 7일, 키프로스와의 친선 경기에서 체코 국가대표팀으로 데뷔했다.